# Assou (Agout)
Der Assou ist ein kleiner Fluss im Südwesten von Frankreich, der im Département Tarn der Region Okzitanien südwestlich der Stadt Albi verläuft.

## Geografie

### Verlauf
Der Assou entspringt an der Gemeindegrenze von Missècle und Graulhet, verläuft generell Richtung Westsüdwest und mündet nach rund 15 Kilometern an der Gemeindegrenze von Fiac und Labastide-Saint-Georges als rechter Nebenfluss in den Agout. Der Assou quert im Mündungsabschnitt die Bahnstrecke Montauban-Ville-Bourbon–La Crémade.

### Orte am Fluss
(Reihenfolge in Fließrichtung)
- Missècle
- Al Ribalou, Gemeinde Missècle
- La Brassarié, Gemeinde Graulhet
- Cabanès
- Les Massots, Gemeinde Briatexte
- La Pradaillé, Gemeinde Saint-Gauzens
- La Mouline, Gemeinde Fiac
- Le Devès, Gemeinde Labastide-Saint-Georges